# Bernhard Hammer (Bühnenbildner)
Bernhard Hammer (* 1961 in Stainz in der Steiermark) ist ein österreichischer Bühnenbildner.

## Leben
Bernhard Hammer machte zunächst eine Ausbildung als Schlosser und Tischler, danach studierte er Raumgestaltung und Bühnenbild an der Kunstgewerbeschule Graz und der Hochschule für Musik und darstellende Kunst Graz.
Er wirkte an verschiedenen Architekturprojekten mit. Seine Arbeiten für das Theater zeichnen sich oft durch statisch komplexe Konstruktionen aus.
Eine enge Zusammenarbeit verbindet ihn mit dem holländischen Regisseur Theu Boermans und dem Choreographen Johann Kresnik. Diverse Arbeiten außerdem mit den Regisseuren Marc Günther, Peter Pawlik, Tina Lanik, Sebastian Hirn und Stephan Müller.

## Arbeiten
- Orpheus von Heinz Kratochwil, Kammeroper Wien. Regie: Peter Pawlik.
- s.c.h.a.s. von Gerhard Schedl, Kammeroper Wien. Regie: Peter Pawlik.
- Maschinist Hopkins von Max Brand, Neue Oper Wien, Regie: Peter Pawlik.
- Faust von Gustav Ernst, Schauspielhaus Wien, Regie: Theu Boermans.
- Orphee et Euridice von Christoph Willibald Gluck, Opernhaus Bremen, Regie: Christof Loy.
- Die Geretteten Köche von Alfred Kolleritsch, Steirischer Herbst, Regie: Marc Günther.
- Der Kirschgarten von Anton Tschechow, Trusttheater Amsterdam, Regie: Theu Boermans.
- König Blaubart von Wolfgang Maria Bauer, Schauspielhaus Graz, Regie: Marc Günther.
- Die Herzogin von Malfi von John Webster, Schauspielhaus Graz: Regie Nicolai Sykosch.
- Die Letzten von Maxim Gorki, Trusttheater Amsterdam, Regie: Theu Boermans.
- Jeff Koons von Rainald Goetz, Trusttheater Amsterdam, Regie: Theu Boermans.
- Zement beim Regiewettbewerb der Wiener Festwochen, Regie: Tina Lanik.
- Garten der Lüste.BSE nach Aldous Huxleys “Schöne Neue Welt”, Volksbühne Berlin, Regie: Johann Kresnik.
- Zu ebener Erde und im ersten Stock von Johann Nestroy, Rabenhof Theater Wien, Regie: Karl Welunschek.
- Johnny & Jones von Theo Loevendie, De Nederlandse Opera Amsterdam, Regie: Theu Boermans.
- Lulu von Frank Wedekind, Trusttheater Amsterdam, Regie: Theu Boermans.
- Via Viola TrustTheater Amsterdam, Regie: Theu Boermans.
- Gilgamesh von Raoul Schrott, AkademieTheater Wien, Regie: Theu Boermans.
- Trümmer des Gewissens Strassenecke von Hans Henny Jahnn, Staatsschauspiel Dresden, Regie: Johann Kresnik.
- Jedermannprojekt, Schauspiel Essen, Regie: Johann Kresnik.
- Oblomow von Iwan Gontscharow, Burgtheater Kasino, Regie: Stephan Müller.
- Gilgamesh von Raoul Schrott, Theatercompagnie Amsterdam, Regie: Theu Boermans.
- Roberto Zucco von Bernard-Marie Koltès, Theater Bonn, Regie: Johann Kresnik.
- Alices Reise in die Schweiz von Lukas Bärfuss, Theater Basel, Regie: Stephan Müller.
- Spiegelgrund von Christoph Klimke, Volkstheater Wien, Regie: Johann Kresnik.
- Don Carlos von Friedrich Schiller, Toneelgroep Amsterdam, Regie: Theu Boermans.
- Der Kampf des Neger und der Hund, von Bernard-Marie Koltès, Münchner Volkstheater, Regie: Sebastian Hirn.
- Was ihr wollt von William Shakespeare, Theatercompagnie Amsterdam, Regie: Theu Boermans
- Hänsel und Gretel von Engelbert Humperdinck in einer uminstrumentierten Fassung von Helga Pogatschar, Tollwoodfestival München, Konzept und Regie: Sebastian Hirn.
- Sommernachtstraum von William Shakespeare, BurgTheater wien, Regie: Theu Boermans.
- Das weite Land von Arthur Schnitzler, Theatercompagnie Amsterdam, Regie: Theu Boermans
- Aiax von Sophokles, Theatercompagnie Amsterdam, Toneelgroep Amsterdam, Regie: Theu Boermans.
- Maskenball von Giuseppe Verdi, Oper Erfurt, Regie: Johann Kresnik
- Der einsame Weg von Arthur Schnitzler, Theatercompagnie Amsterdam, Regie: Theu Boermans.
- Joseph Fouché von Franz Hummel, Europäische Kulturhauptstadt Linz, Regie: Susan Oswell.
- Der zerbrochene Krug von Heinrich von Kleist, Residenztheater München, Regie: Tina Lanik.
- Fräulein Else von Arthur Schnitzler, Theatercompagnie Amsterdam, Regie: Theu Boermans.
- Hamlet von William Shakespeare, Schauspielhaus Graz, Regie: Theu Boermans
- Das Holzschiff von Detlev Glanert, Staatsoper Nürnberg, Regie: Johann Kresnik
- soldaat van oranje, Theaterhangar Valkenburg Niederlande, Regie: Theu Boermans
- Öl von Lukas Bärfuss, Theatercompagnie Amsterdam, Regie: Theu Boermans
- Der einsame Weg von Arthur Schnitzler, Theatercompagnie Amsterdam, Regie: Theu Boermans